# Чатем (Виргиния)
Чатем (англ. Chatham) — город и административный центр округа Питсилвейния  в штате Виргиния США. По данным переписи 2020 года, численность населения составляла 1232 человека.

## Население
| 2000 | 2010  | 2020  |
| ---- | ----- | ----- |
| 1338 | ↘1269 | ↘1232 |